# Новое Строение (Киев)
Но́вое строе́ние (также Новая застройка) — историческая местность Киева. Возникла в 1830—1840-х годах  как земля, выделенная для массового переселения жителей с Печерска, вызванного строительством Новой Печерской крепости.
Главные улицы — Большая Васильковская, Антоновича, Саксаганского.
В этой местности находится Киевский национальный лингвистический университет.
Станции метрополитена — «Лыбедская», «Дворец „Украина“», «Олимпийская».